# Csúcsszuper barátok – Istenségek
A Csúcsszuper barátok – Istenségek (Super Best Friends) a South Park című amerikai animációs sorozat 68. része (az 5. évad 3. epizódja). Elsőként 2001. július 4-én sugározták az Amerikai Egyesült Államokban.
Az epizódban Stan Marsh, Kyle Broflovski, Eric Cartman és Kenny McCormick belép David Blaine illuzionista szektájába. Egyikük hamar felfedezi, hogy Blaine agymosást hajt végre hívein, ezért Jézus és a Csúcsszuper barátok segítségét kéri Blaine ellen...
Habár az epizód Mohamed prófétát is bemutatja, az eredeti sugárzás után ez nem okozott botrányt, ellentétben a tizedik évad egyik kétrészes epizódjával, a Rajzfilmek háborújával, (amely a Mohamed-karikatúrák körül kirobbant zavargásokat és a nyugati államok azt követő reakcióit parodizálta ki) illetve a 200 című epizóddal.
A David Blaine vezette szekta a DVD kommentár szerint utalás a szcientológiára. A szcientológusokkal a kilencedik évad során egy teljes epizód foglalkozott, Egy házba zárt közösség címen.
Az epizódban visszatérő gegként elhangzó Kétéltű-Kéktetű szóvicc angolul válik igazán érthetővé; az eredeti változatban a „seamen” („tengeri ember”) és a „semen” („ondó”) szavak hasonló formája és hangzása a humor forrása (ez a szójáték később A Simpsonék már megcsinálták… című részben is elhangzik).

## Cselekmény
|  | Alább a cselekmény részletei következnek! |

South Parkba látogat a híres utcai mágus, David Blaine, akinek titkolt szándéka, hogy a gyerekeket becsalogassa a szektájába. Stan megijed a szervezettől és kilép, de legjobb barátja, Kyle nem hajlandó követni őt. Stan a South Parkban lakó Jézushoz fordul segítségért.
Blaine denveri show-műsorán Jézus megjelenik és párbajra hívja ki a szektavezért, bemutatva a közönségnek azt a csodatételét, mely során öt kenyérből és két halból egy egész tömeget megvendégelt. A trükk nem arat nagy sikert (Jézus a varázslat előtt megkérte a közönséget, hogy forduljanak el egy pillanatra) és Blaine sokkal látványosabb mutatványokkal áll elő, melyekkel megnyeri magának a hallgatóságot. Jézus felismeri, hogy egyedül nem képes szembeszállni Blaine-nel és „csúcsszuper” barátaitól (különböző vallási alaktól) kér segítséget, akik a gonosz ellen védik meg a világot. A csapat tagja Buddha, Mohamed, Mózes, Krisna, Joseph Smith mormon vallásalapító, Lao-ce illetve a Kétéltű ember (akit a többiek csak Kéktetűnek csúfolnak).
Blaine követői eközben adómentességet követelnek, hogy elismerjék vallásnak a gyülekezetüket, ami így megállíthatatlanná válhatna; amikor elutasítják őket, tömeges öngyilkosságot rendeznek Washingtonban. Kyle most már felismeri a szekta káros voltát és Cartmannel együtt el akar szökni, de Cartman elárulja őt, ezért Kyle-t egy nagy üveggömbbe zárják és közlik vele, hogy akarata ellenére neki is életét kell majd adnia a szektáért.
A szektatagok a washingtoni Reflecting Pool-ba kezdik belefojtani magukat (noha a víz csupán derékig ér), Cartman pedig egy öntözőcsövet helyez Kyle üvegbörtönébe, hogy így ő is feláldozhassa magát. Stannek sikerül megmentenie Kyle-t – amikor meglátja a halott Kennyt, és azt kiáltja „Istenem, kicsinálták Kennyt”, Kyle a sorozat szállóigéjévé vált „Szemetek!” felkiáltással válaszol, így Stan még időben rátalál barátjára. A csúcsszuper barátok megérkeznek, de Blaine életre kelt egy gigászi Abraham Lincoln szobrot. Hogy legyőzzék, a szuperhősök gyorsan megépítik John Wilkes Boothnak (Lincoln merénylőjének) a szobrát és főbe lövik vele a Blaine által irányított Lincolnt. Joseph Smith különleges képességének segítségével gyorsan megfagyasztja a vizet, így többen már nem tudják belefojtani magukat.
Blaine egy űrhajóval elmenekül, Stan pedig kijelenti az egybegyűltek előtt, hogy az a vallást, amely pénzt követel híveitől vagy manipulálni akarja őket, valójában szektának kell tekinteni.
Kyle és Stan kibékül egymással és az ezen gúnyolódó Cartmant – aki szerencsésen életben maradt, mert folyton a felszínre úszott levegőért – bosszúból felváltva rugdosni kezdik.

## Érdekesség
A 200 és a 201 epizóddal együtt ez az epizód is el lett távolítva a South Park hivatalos honlapjáról.